# Kirchplatzl
Kirchplatzl  ist ein Ort in Nordtirol, und Gemeindeteil von Leutasch im Bezirk Innsbruck-Land, Tirol.

## Geographie
Der Weiler liegt im Leutaschtal, 20 Kilometer nordwestlich von Innsbruck. Die Häuser liegen auf der linken Seite der Leutascher Ache, auf 1136 m ü. A. am Fuß der Dreitorspitze (2682 m ü. A.), einen Kilometer taleinwärts von dort, wo die Leutasch Straße (L 14) von Seefeld herabkommt, an der Buchener Straße (L 35), die Leutasch-einwärts und dann über Buchen nach Telfs führt.
Der Ort umfasst etwa 50 Gebäude,
und ist einer der Hauptorte von Leutasch.
Zum Ort gehört auch die Ansiedlung Obere Wiese mit knapp 20 Häusern.
Der Ort Leutasch wird im Ortsverzeichnis  der Statistik Austria wie auch im Tiroler Rauminformationssystem (TIRIS) nicht geführt. Er findet sich aber in der ÖK50 und ÖK200 bei Kirchplatzl verzeichnet, in der älteren Literatur wird Leutasch bzw. im weiteren Sinne Oberleutasch – so heißt auch die Pfarre mit Sitz in Kirchplatzl – meist mit Kirchplatzl gleichgesetzt.
Der Ort gehört zur Tourismusregion Olympiaregion Seefeld.
Nachbarorte
|       |                                             | Gasse   |
|       | Kompassrose, die auf Nachbargemeinden zeigt | Weidach |
| Plaik | Aue                                         |         |

## Kultur und Sehenswürdigkeiten

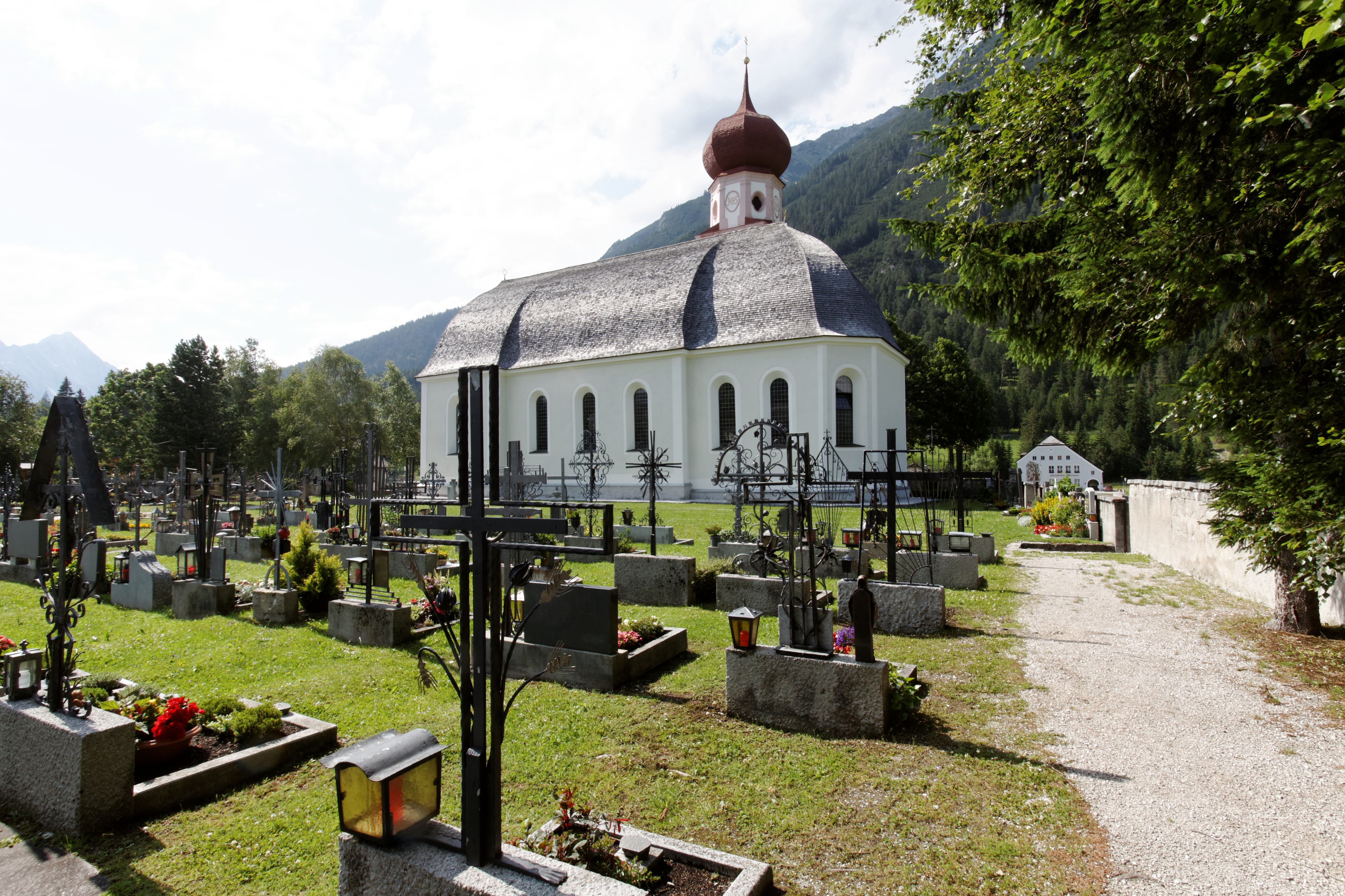
Kath. Pfarrkirche hl. Maria Magdalena (Pfarre Oberleutasch)
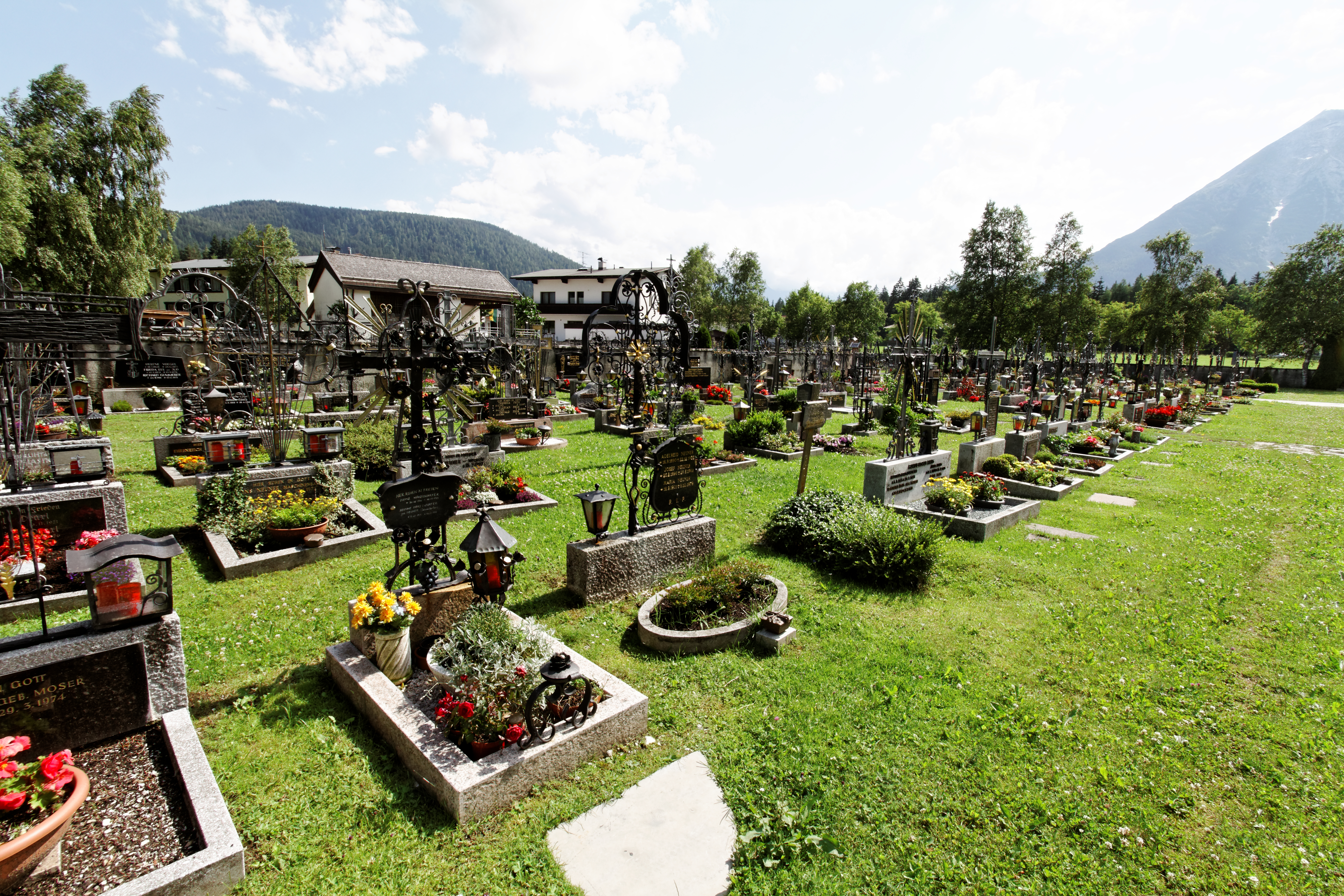
Friedhof
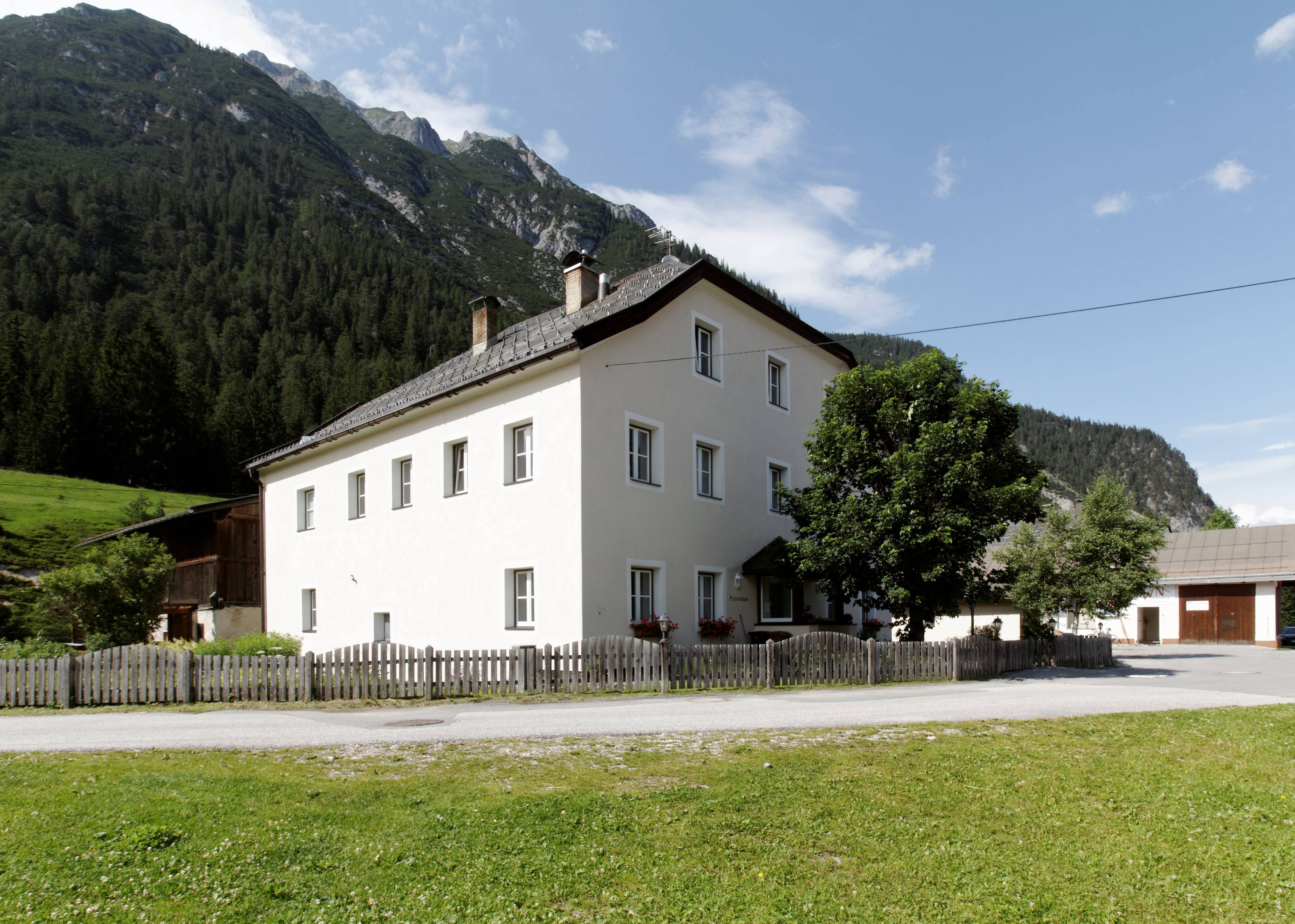
Widum (Pfarrhaus)
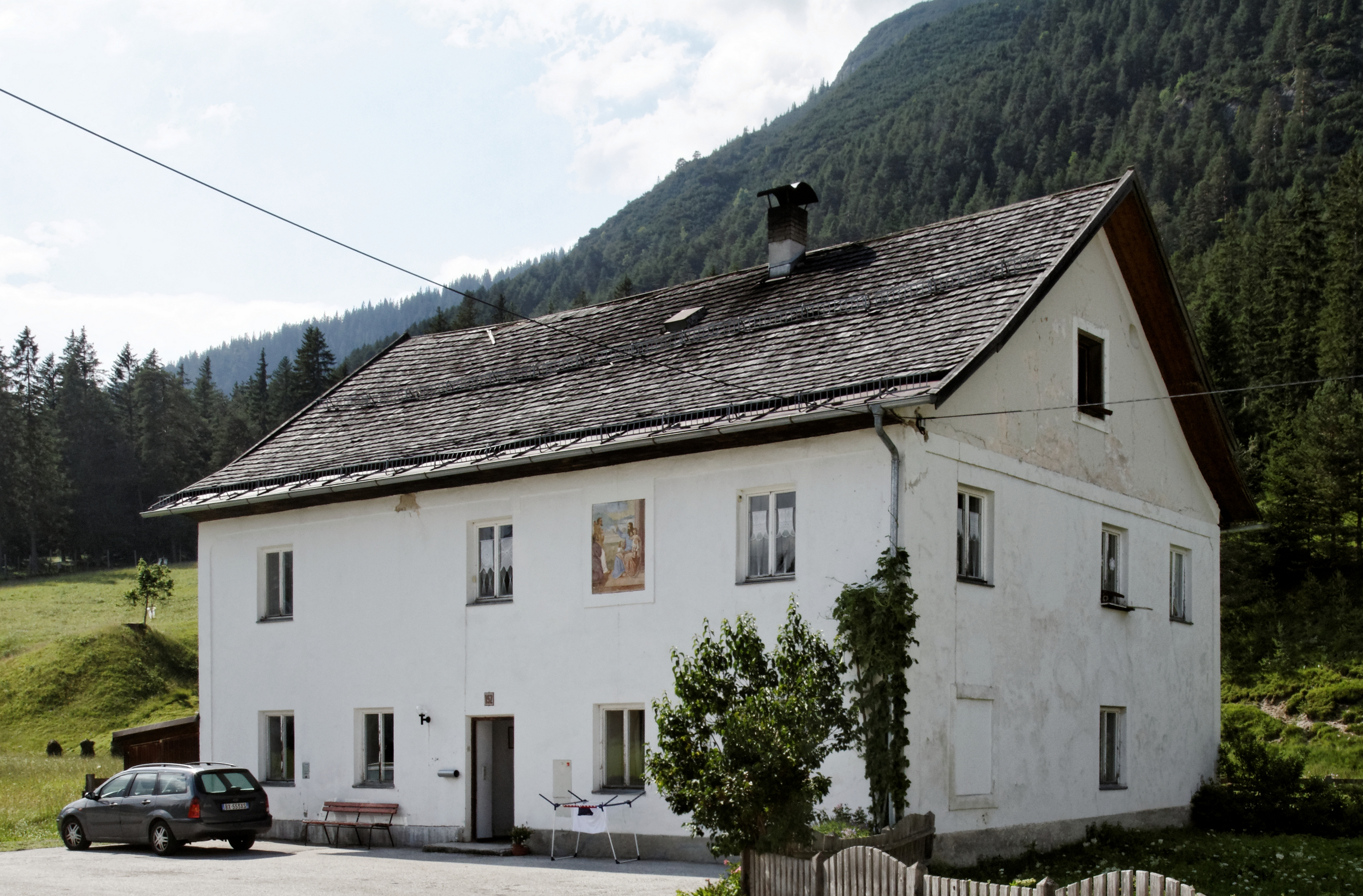
Armenhaus
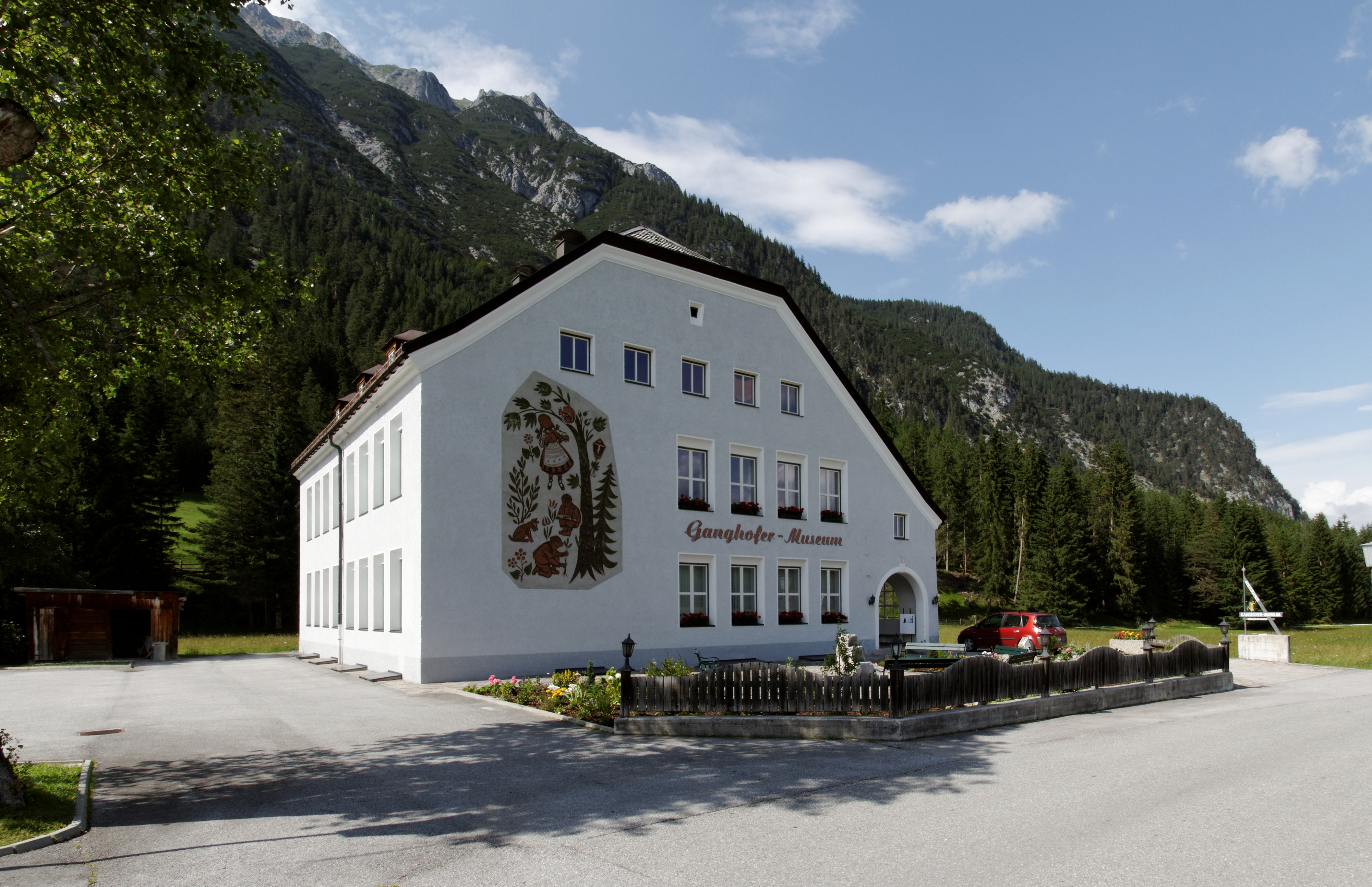
Ganghofermuseum